# 栃木都市圏
栃木都市圏（とちぎとしけん）とは、栃木県栃木市を対象とした都市圏である。北関東の東西軸・国道50号ベルト地帯に存在する。東武日光線、東武宇都宮線、JR両毛線の集結点に位置する。

## 都市圏の変遷
都市雇用圏（10% 通勤圏）の変遷
| 郡       | 自治体 ('80) | 1980年                 | 1990年                 | 1995年                 | 2000年                 | 2005年                 | 2010年                 | 自治体 （現在） |
| -------- | ------------ | ---------------------- | ---------------------- | ---------------------- | ---------------------- | ---------------------- | ---------------------- | --------------- |
|          | 栃木市       | 栃木 都市圏 12万9963人 | 栃木 都市圏 13万4946人 | 栃木 都市圏 13万4676人 | 栃木 都市圏 13万3058人 | 栃木 都市圏 13万1696人 | 栃木 都市圏 16万4024人 | 栃木市          |
| 下都賀郡 | 都賀町       | 栃木 都市圏 12万9963人 | 栃木 都市圏 13万4946人 | 栃木 都市圏 13万4676人 | 栃木 都市圏 13万3058人 | 栃木 都市圏 13万1696人 | 栃木 都市圏 16万4024人 | 栃木市          |
| 下都賀郡 | 大平町       | 栃木 都市圏 12万9963人 | 栃木 都市圏 13万4946人 | 栃木 都市圏 13万4676人 | 栃木 都市圏 13万3058人 | 栃木 都市圏 13万1696人 | 栃木 都市圏 16万4024人 | 栃木市          |
| 上都賀郡 | 西方町       | 栃木 都市圏 12万9963人 | 栃木 都市圏 13万4946人 | 栃木 都市圏 13万4676人 | 栃木 都市圏 13万3058人 | 栃木 都市圏 13万1696人 | 栃木 都市圏 16万4024人 | 栃木市          |
| 下都賀郡 | 岩舟町       | 佐野 都市圏            | 佐野 都市圏            | 佐野 都市圏            | 佐野 都市圏            | 佐野 都市圏            | 栃木 都市圏 16万4024人 | 栃木市          |
| 下都賀郡 | 藤岡町       | -                      | -                      | -                      | -                      | 佐野 都市圏            | 栃木 都市圏 16万4024人 | 栃木市          |

- 2010年3月29日：栃木市・大平町・藤岡町・都賀町が合併し、栃木市となる。
- 2011年10月1日：西方町を廃し、栃木市へ編入。
- 2014年4月5日：岩舟町を廃し、栃木市へ編入。

## 特徴
栃木市は高等学校等の教育機関が公立7校、私立1校と多いため、統計上、昼間人口の吸収率は高い。栃木県県南地区唯一の地裁である宇都宮地方裁判所栃木支部や、栃木法務局、栃木税務署等の行政・司法機関が集中するとともに、商業面では栃木市内最大規模の店舗面積を誇るショッピングセンター「イオンシティ栃木」を含め、「ヤオハンアイム」など市内に大型商業施設が点在している。また、医療先進地として下都賀総合病院や、とちの木病院などの大規模病院があり、日常的に近隣市町からの人口流入がある。

## 行政
栃木市は、広域的な市町村の合併を経た市に関する特例により中心市宣言を行い、1市で栃木市定住自立圏を形成している。

### 司法
裁判所
- 宇都宮地方裁判所栃木支部
- 宇都宮家庭裁判所栃木支部
- 栃木簡易裁判所

検察庁
- 宇都宮地方検察庁栃木支部

法務局
- 宇都宮地方法務局栃木支局

### 税務
- 栃木税務署

### 警察
- 栃木警察署

### 消防
- 栃木市消防署

### 高等学校
公立
- 栃木県立栃木高等学校
- 栃木県立栃木女子高等学校
- 栃木県立栃木翔南高等学校
- 栃木県立栃木農業高等学校
- 栃木県立栃木工業高等学校
- 栃木県立栃木商業高等学校
- 栃木県立学悠館高等学校

私立
- 國學院大學栃木高等学校

## 交通

### 鉄道
- 南北に東京・日光方面へ向かう東武日光線、東西に足利・小山方面へ向かうJR両毛線が通過し栃木市内の栃木駅にて接続する。
- また、栃木市内の新栃木駅にて東武日光線から宇都宮方面へ向かう東武宇都宮線を分岐し、ほぼすべての列車が栃木駅まで乗り入れる。

都市圏内の駅
- ■ JR両毛線：栃木駅 - 大平下駅
- ■ 東武日光線：新大平下駅 - 栃木駅 - 新栃木駅 - 合戦場駅 - 家中駅 - 東武金崎駅
- ■ 東武宇都宮線：（栃木駅 - ）新栃木駅 - 野州平川駅 - 野州大塚駅

### 道路

#### 高速道路
- 南北に東京・仙台方面へ向かう東北自動車道、東西に高崎・水戸（宇都宮経由）方面へ向かう北関東自動車道が通過する。
- 北関東自動車道は岩舟JCT-栃木都賀JCTで東北自動車道と路盤を共有する。

都市圏内のIC及びJCT
- 東北自動車道
  - 栃木IC
  - 栃木都賀JCT
  - 都賀西方PA
- 北関東自動車道
  - 栃木IC
  - 栃木都賀JCT
  - 都賀IC

#### 一般道路
- 栃木市中心地区から放射線状に各方面に向かって道路が延びている。
- 栃木市中心部の環状道路である栃木県道309号栃木環状線（栃木バイパス）や、栃木市内の蔵の街大通り、大平町南部を通過する国道50号岩舟小山バイパスは交通量が激しい。